# Фторид палладия(IV)
Фторид палладия(IV) — неорганическое соединение, 
соль металла палладия и плавиковой кислоты
с формулой PdF4,
кирпично-красные кристаллы,
бурно реагирует с водой.

## Получение
- Действие фтора на фторид палладия(II,IV):

{\displaystyle {\mathsf {Pd_{2}F_{6}+F_{2}\ {\xrightarrow {150^{o}C,\ 7atm}}\ 2PdF_{4}}}}

## Физические свойства
Фторид палладия(IV) образует диамагнитные кирпично-красные кристаллы.
Бурно реагирует с водой.